# Замка љубави
Замка љубави (шп. Bajo la misma piel) мексичка је теленовела, продукцијске куће Телевиса, снимана 2003.
У Србији је приказивана 2006. на телевизији Пинк.

## Синопсис
Ово је прича о четири жене, које долазе из исте породице, али имају другачије погледе на живот.
25 година је Сара била у браку са Бруном Муриљом, и њен брак са њим је био прави пакао. Бруно је 50 - годишњак, доминантан и груб човек, који вара Сару са другим женама, па мисли како новац може све купити. Због љубави према својој деци, Миранди, Андресу и Паули, ћерке из првог брака, Сара је потиснула своје фрустрације и свих ових година је жртвовала своју срећу како би својој деци пружила стабилан дом. Видљиво је како брак Саре и Бруна није идеалан.
Како год, Бруно не жели да да Сари развод. Када Сара прихвати да ће наставити да живи у браку без љубави, у њен живот се враћа Хоакин, велика љубав њеног живота, који је никад није заборавио. Иако је Сарина и Брунова кћерка Миранда модерна, весела и интелигентна жена, пала је под исти тип односа као што имају и њени родитељи. Њен вереник, Патрисио, је амбициозан и лицемеран човек, који је и љубавник Мирандине сестре Пауле. Једино Бруно подржава Мирандину везу, јер је Патрисио син његовог најбољег пријатеља Родрига. Али оно што Бруно не зна јесте да је Сара, његова жена, била сексуално нападнута од стране Родрига. Миранди се осећања према Патрисију измешају када упозна Алехандра, према којем осети велику привлачност. Алехандро такође није равнодушан према Миранди, па њих двоје одлуче да буду у вези.

## Улоге
| Глумац:                 | Улога:      |
| ----------------------- | ----------- |
| Кејт дел Кастиљо        | Миранда     |
| Хуан Солер              | Алехандро   |
| Дијана Брачо            | Сара        |
| Алехандро Томаси        | Еухенио     |
| Алехандро Камачо        | Бруно       |
| Сусана Забалета         | Ивон        |
| Мануел Охеда            | Родриго     |
| Азела Робинсон          | Рехина      |
| Педро Армендариз Јр     | Хоакин      |
| Марга Лопез             | Естер       |
| Лупита Лара             | Ребека      |
| Маријана Кар            | Алина       |
| Лаиша Вилкинс           | Паула       |
| Серхио Каталан          | Патрисио    |
| Ернесто Д'Алесио        | Андрес      |
| Исадора Гонзалез        | Норма       |
| Андреа Торе             | Роберта     |
| Алехандро Арагон        | Маркос      |
| Дасија Аркараз          | Ерика       |
| Маурисио Бонет          | Дарио       |
| Марија Марсела          | Соња        |
| Хуан Вердучо            | Аурелио     |
| Марија Фернанда Сасијан | Тријана     |
| Андрес Гарса            | Сантијаго   |
| Лоренсо де Родас        | Агустин     |
| Алфонсо Итуралде        | Хосе Марија |
| Адријана Роел           | Бланка      |
| Клаудио Баез            | Рамон       |
| Давид Остроски          | Хаиме       |
| Поло Ортин              | Ники        |
| Мануел Ландета          | Рамиро      |
| Јоланда Вентура         | Макарена    |
| Тијара Сканд            | Аурора      |
| Хулио Брачо             | Икер        |
| Едуардо Линан           | Бенитес     |
| Виктор Норијега         | Габријел    |
| Алина Бланка            | Елена       |
| Паола Канту             | Моника      |
| Алберто Чавез           | Барман      |
| Вероника Кон            | Лиз         |
| Хектор Круз             | Хуго        |
| Сара Монтес             | Естер       |
| Кармела Мос             | Пакита      |
| Хаиме Лозано            | Зунига      |